# Copa Rodríguez Arzuaga
La Copa Rodríguez Arzuaga fue un trofeo regional amistoso, creado por Rodríguez Arzuaga, uno de los fundadores del Athletic Club de Madrid, y que formó parte de la primera Junta Directiva como vicepresidente del club (1903).
En 1910, inició la disputa de una nueva competición en el fútbol madrileño: La I Copa Rodríguez Arzuaga.
En la competición regional amistosa, participaban los equipos madrileños (primeros, segundos y terceros equipos). La competición se disputaba en forma de liguilla, resultando vencedor el que, al final, obtuviese mayor número de puntos.
La II Copa Rodríguez Arzuaga se disputó en 1911, y fue ganada por el Madrid FC.
La III Copa Rodríguez Arzuaga se celebró en los primeros meses de 1912, y fue ganada por la RS Gimnástica.
La IV Copa Rodriguez Arzuaga fue ganada por el Athletic Madrid, y, en esa edición, el Madrid FC rehusó participar.

## Palmarés

### 1910
En la I Copa Rodríguez Arzuaga resultó campeón la Real Sociedad Gimnástica Española.
| Equipo             | Puntos | J | G | E | P | GF | GC |
| ------------------ | ------ | - | - | - | - | -- | -- |
| R. S. Gimnástica   | 13     | 9 | 6 | 1 | 2 | 13 | 10 |
| Español de Madrid  | 8      | 9 | 4 | 0 | 5 | 14 | 9  |
| Madrid F. C.       | 7      | 8 | 3 | 1 | 4 | 10 | 15 |
| Athletic de Madrid | 6      | 8 | 3 | 0 | 5 | 10 | 15 |

| Fecha      | Local                           | Resultado     | Visitante                        |
| ---------- | ------------------------------- | ------------- | -------------------------------- |
| 23-01-1910 | Madrid F. C.                    | 0-3           | Español de Madrid                |
| 23-01-1910 | Athletic de Madrid              | 1-2           | R. S. Gimnástica                 |
| 30-01-1910 | Madrid F. C.                    | 0-0           | R. S. Gimnástica                 |
| 30-01-1910 | Madrid F. C. (2.º equipo)       | 4-1           | Español de Madrid (2.º equipo)   |
| 30-01-1910 | Español de Madrid               | 4-0           | Athletic de Madrid               |
| 02-02-1910 | Madrid F. C.                    | 3-1           | Athletic de Madrid               |
| 02-02-1910 | R. S. Gimnástica                | 0-3           | Español de Madrid                |
| 06-02-1910 | Athletic de Madrid (2.º equipo) | 4-1           | Español de Madrid (2.º equipo)   |
| 06-02-1910 | Madrid F. C. (2.º equipo)       | 1-3           | R. S. Gimnástica (2.º equipo)    |
| 13-02-1910 | Athletic de Madrid (2.º equipo) | 2-0           | Madrid F. C. (2.º equipo)        |
| 20-02-1910 | R. S. Gimnástica (3.er equipo)  | 1-0           | Athletic de Madrid (3.er equipo) |
| 20-02-1910 | Español de Madrid (3.er equipo) | No se disputó | Madrid F. C. (3.er equipo)       |
| 27-02-1910 | Madrid F. C. (3.er equipo)      | 2-0           | R. S. Gimnástica (3.er equipo)   |
| 06-03-1910 | Madrid F. C. (3.er equipo)      | No se jugó    | Athletic de Madrid (3.er equipo) |
| 13-03-1910 | R. S. Gimnástica                | 2-0           | Athletic de Madrid               |

### 1911
La II Copa Rodríguez Arzuaga fue conquistada por el Madrid Football Club.
| Equipo             | Puntos | J | G | E | P | GF | GC |
| ------------------ | ------ | - | - | - | - | -- | -- |
| Madrid F. C.       | 9      | 6 | 3 | 3 | 0 | 10 | 6  |
| Athletic de Madrid | 7      | 6 | 2 | 3 | 1 | 8  | 8  |
| R. S. Gimnástica   | 2      | 6 | 0 | 2 | 4 | 7  | 11 |

| Fecha      | Local                           | Resultado | Visitante                       |
| ---------- | ------------------------------- | --------- | ------------------------------- |
| 22-01-1911 | Athletic de Madrid (2.º equipo) | ret       | R. S. Gimnástica                |
| 29-01-1911 | Madrid F. C.                    | 2-1       | R. S. Gimnástica                |
| 29-01-1911 | Madrid F. C. (2.º equipo)       | 3-1       | R. S. Gimnástica (2.º equipo)   |
| 02-02-1911 | Athletic de Madrid              | 1-1       | Madrid F. C.                    |
| 02-02-1911 | Athletic de Madrid (2.º equipo) | 2-2       | Madrid F. C. (2.º equipo)       |
| 06-02-1911 | R. S. Gimnástica                | 2-2       | Athletic de Madrid              |
| 12-02-1911 | Madrid F. C. (3.er equipo)      | 1-1       | R. S. Gimnástica (3.er equipo)  |
| 19-02-1911 | Madrid F. C. (3.er equipo)      | 1-0       | Athletic de Madrid (2.º equipo) |

### 1912
Tercera edición del certamen que al no haber suficientes partidos programados para la temporada, fue válidero oficial para la clasificación al Campeonato de España. El vencedor del mismo, y quien representó a la región castellana en el nacional fue la Real Sociedad Gimnástica Española tras vencer en un partido de desempate al Madrid Football Club
| Equipo             | Puntos | J | G | E | P | GF | GC |
| ------------------ | ------ | - | - | - | - | -- | -- |
| R. S. Gimnástica   | 5      | 4 | 2 | 1 | 1 | 5  | 4  |
| Athletic de Madrid | 4      | 4 | 1 | 2 | 1 | 4  | 3  |
| Madrid F. C.       | 3      | 4 | 1 | 1 | 2 | 4  | 6  |
| Español de Madrid  | 0      | R | R | R | R | R  | R  |

El Club Español de Madrid se retira de la competición.
| Fecha      | Local                           | Resultado | Visitante                     |
| ---------- | ------------------------------- | --------- | ----------------------------- |
| 29-01-1912 | Athletic de Madrid              | 1-1       | Español de Madrid             |
| 04-02-1912 | Athletic de Madrid              | 1-3       | Madrid F. C.                  |
| 25-02-1912 | Athletic de Madrid              | 1-1       | R. S. Gimnástica              |
| 03-03-1912 | Athletic de Madrid (2.º equipo) | 2-1       | Madrid F. C. (2.º equipo)     |
| 10-03-1912 | Madrid F. C.                    | 2-0       | R. S. Gimnástica              |
| 17-03-1912 | Madrid F. C. (2.º equipo)       | 1-3       | R. S. Gimnástica (2.º equipo) |

### 1913
En su cuarta edición se proclamó campeón el Athletic de Madrid.
| Fecha      | Local              | Resultado | Visitante          |
| ---------- | ------------------ | --------- | ------------------ |
| 07-04-1913 | Athletic de Madrid | 1-0       | Cardenal Cisneros  |
| 07-04-1913 | Athletic de Madrid | 9-1       | Cardenal Cisneros  |
| 11-04-1913 | Español de Madrid  | 0-2       | Athletic de Madrid |

## Campeones
| Equipo          | Títulos | Ediciones  |
| --------------- | ------- | ---------- |
| RS Gimnástica   | 2       | 1910, 1912 |
| Madrid FC       | 1       | 1911       |
| Athletic Madrid | 1       | 1913       |